# Alexander Kogler
Alexander Kogler (* 1. Februar 1998) ist ein österreichischer Fußballspieler.

## Karriere
Kogler begann seine Karriere beim FC Kärnten. 2007 wechselte er zum SK Austria Kärnten. 2008 wechselte er in die Jugend des FC Wacker Innsbruck. 2013 kam er in die AKA Kärnten. 2014 wechselte er nach Deutschland zum FC Rot-Weiß Erfurt.
Zur Saison 2016/17 schloss er sich der U-19-Mannschaft des FC Ingolstadt 04 an. Im Juli 2017 debütierte er für die Zweitmannschaft von Ingolstadt in der Regionalliga, als er am ersten Spieltag der Saison 2017/18 gegen die Zweitmannschaft des FC Bayern München in der Startelf stand. Bei seinem Debüt erhielt er allerdings in der 43. Minute eine Rote Karte und wurde des Feldes verwiesen. Seinen ersten Treffer für Ingolstadt II erzielte er im September 2017 bei einem 2:1-Sieg gegen die Zweitmannschaft des 1. FC Nürnberg. Zu Saisonende hatte er 27 Einsätze in der Regionalliga zu Buche stehen, in denen er fünf Tore erzielte.
Zur Saison 2018/19 kehrte er nach Österreich zurück und schloss sich der zweitklassigen Zweitmannschaft des FC Wacker Innsbruck an. Sein Debüt in der 2. Liga gab er im Juli 2018, als er am ersten Spieltag der Saison 2018/19 gegen den FC Juniors OÖ in der Startelf stand und in der 70. Minute durch Robert Martić ersetzt wurde. In jenem Spiel, das Innsbruck mit 3:0 gewann, erzielte Kogler den Treffer zum zwischenzeitlichen 1:0.
Nach dem Zwangsabstieg von Wacker II wechselte er zur Saison 2019/20 zum Zweitligisten Grazer AK. Nach zehn Zweitligaeinsätzen für den GAK wechselte er im Februar 2020 nach Irland zu den Finn Harps. Für die Harps kam er zu 14 Einsätzen in der Premier Division. Nach der Saison 2020 verließ er die Iren wieder.

## Persönliches
Sein Vater Walter (* 1967) war österreichischer Nationalspieler.